# Israel Back

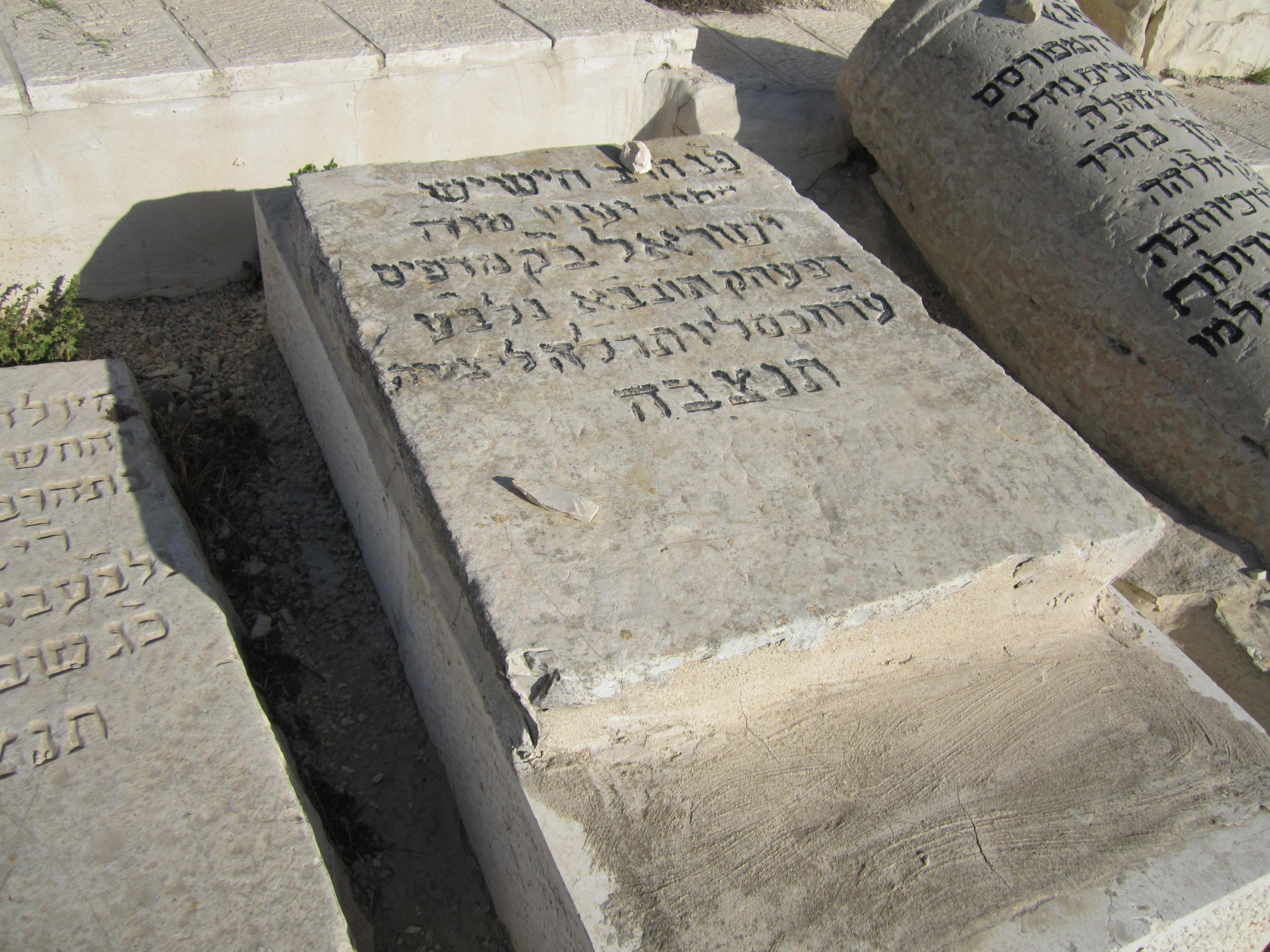
Grabstein von Israel Back

Israel Back (auch bekannt unter seinem jiddischen Nachnamen Drucker) (hebräisch ישראל ב"ק; * 1797 in Berdytschiw, Ukraine; † 1874 in Jerusalem, Osmanisches Reich), war Verleger, einflussreiche Persönlichkeit des Alten Jischuw Eretz Israels und führte den hebräischen Buchdruck nach etwa 200 Jahren Pause in Palästina wieder ein.

## Leben und Wirken
Im Alter von 19 Jahren eröffnete Back in Berdytschiw eine Druckerei, welche er 9 Jahre lang betrieb. Als er 1831 nach Palästina emigrierte, überführte er die Druckmaschine nach Safed und arbeitete dort weiter. Mit Erlaubnis des osmanischen Gouverneurs Ibrahim Pascha gründete Back eine jüdische Siedlung mit Bauernhof auf dem Berg Meron und damit die erste der Neuzeit, in der zeitweise 15 Familien Platz fanden. Durch die Auswirkungen des Erdbebens von Galiläa 1837 und den Regierungswechsel in Palästina 1840, bei dem Ibrahim Pascha abgelöst wurde, wurde die Siedlung aufgegeben. Noch existierende Überreste sind heute als die Ruinen von Back zu besichtigen.
Nachdem ihm die Armenier etwa 10 Jahre zuvorkamen, gründete Back 1841 eine zweite Druckerei in Jerusalem. Die Druckerpresse bekam er von Moses Montefiore, mit dem er aus seiner Zeit in Safed Verbindungen besaß. Er schloss sich chassidischen Kreisen an und war aktiv an der Gründung der Tiferet-Yisrael-Synagoge im Jüdischen Viertel beteiligt.
Back behielte sein Monopol, hebräische Texte zu drucken bis in die frühen 1860er Jahre, bis zur Eröffnung einer weiteren Druckerei durch Joel Moses Salomon, Michal Hacohen und Jechil Bril.
1863 begann er zusammen mit seinem Schwiegersohn Israel Dow Frumkin die Zeitschrift Chawatzelet zu verlegen, welche mit Unterbrechungen über 40 Jahre lang herausgegeben wurde.